# Congo (film)
Congo is een Amerikaanse actie-avonturenfilm uit 1995 onder regie van Frank Marshall. Het verhaal is gebaseerd op dat uit het gelijknamige boek uit 1980 van Michael Crichton. De film werd genomineerd voor de Saturn Awards voor beste sciencefictionfilm, beste regisseur en beste special effects, maar ook voor de Razzie Awards voor slechtste film, slechtste regisseur, slechtste scenario, slechtste originele lied ((Feel The) Spirit of Africa van Jerry Goldsmith en Lebo M.), slechtste bijrolspeler (Tim Curry), slechtste bijrolspeelster en slechtste nieuwkomer (allebei voor Amy the Talking Gorilla).

## Verhaal
Een expeditieteam - op zoek naar een zeldzaam soort diamanten voor een nieuw communicatiemiddel - verdwijnt in het Congolese regenwoud. Een tweede ploeg onder leiding van Dr. Karen Ross maakt voorbereidingen om af te reizen naar dezelfde locatie. Het enige wat Karen weet, is dat het team wellicht werd aangevallen door primaten.
Peter Elliot - een docent primatologie - en zijn assistent Richard hebben een manier gevonden om te communiceren met een gorilla, Amy. Met behulp van gebarentaal en een convertor kunnen de gebaren omgezet worden naar digitale spraak. Hoewel de universiteit wil dat Peter zich richt op de communicatie is hijzelf van mening dat Amy terug naar Afrika moet waar ze destijds als baby-gorilla werd gevangengenomen. Amy herinnert trouwens nog waar ze werd geboren en heeft geleefd.
Peter gaat op zoek naar sponsors en komt terecht bij Karen Ross en filantroop Herkermer Homolka niet wetende wat hun werkelijke bedoelingen zijn. Karen hoopt overlevenden van het team te vinden waaronder haar ex-verloofde, Herkermer is op zoek naar de verloren stad Zinj waar volgens een legende een diamantmijn is. Herkermer zag op een schilderij, getekend door Amy, een teken dat verwijst naar de stad Zinj en is van mening dat het dier niet ver van de verloren stad heeft geleefd.
Na heel wat incidenten waaronder met het Congolese leger, de regering en inheemse bewoners vindt de groep uiteindelijk de stad Zinj. Deze wordt bewaakt door een zeer agressieve gorillasoort die alles uitmoordt wat op hun pad komt zeker wanneer men diamanten wil stelen. Uit hiërogliefen in de stad komt men tot de conclusie dat de menselijke beschermers destijds de gorilla's hebben geleerd om agressief te reageren en hebben de laatste zich op zeker ogenblik gekeerd tegen hun opvoeders.
De nabijgelegen vulkaan barst uit waardoor het team moet vluchten voor de lava maar ook voor de aanvallende gorilla's.  Amy vindt twee leden van de eerste expeditie dood terug alsook het oorlogswapen waarmee ze tal van gorilla's kan uitschakelen. Tevens kan ze met de laserstralen muren, bomen en dergelijke vernietigen waardoor ze uit de stad kunnen vluchten. De stad wordt volledig bedolven door de lava en er mag aangenomen worden dat geen enkele agressieve aap de uitbarsting overleefde.
Nadat de groep veilig is, sluit Amy zich aan bij een "normale" gorillasoort die ze eerder in het verhaal had ontmoet. De overlevende expeditieleden vliegen met een luchtballon weg. Karen achterhaalde ondertussen dat ze niet werd gestuurd om de leden van het eerste team te vinden, maar wel naar diamanten voor het oorlogswapen. Daarom vindt ze dat ze door haar opdrachtgever werd misleid en gooit ze de enige diamant die ze uit de stad heeft kunnen ontvreemden uit de ballon en belandt deze ergens in de jungle.

## Rolverdeling
| Acteur             | Personage           |
| ------------------ | ------------------- |
| Laura Linney       | Dr. Karen Ross      |
| Dylan Walsh        | Dr. Peter Elliot    |
| Ernie Hudson       | Captain Munro Kelly |
| Tim Curry          | Herkermer Homolka   |
| Grant Heslov       | Richard             |
| Joe Don Baker      | R.B. Travis         |
| Lola Noh           | Amy                 |
| Mary Ellen Trainor | Moira               |
| Misty Rosas        | Amy the Gorilla     |
| Stuart Pankin      | Boyd                |
| Carolyn Seymour    | Eleanor Romy        |
| Romy Rosemont      | Assistent           |
| James Karen        | College President   |
| Bill Pugin         | William             |
| Lawrence T. Wrentz | Prof. Arliss Wender |
| Delroy Lindo       | Kapitein Wanta      |
| John Hawkes        | Bob Driscoll        |